# 苫米地玲奈
苫米地 玲奈（とまべち れな、1986年7月19日 - ）は、日本のファッションモデル。青森県出身。オスカープロモーション所属。

## 略歴
2006年6月、「第1回インターネット美女グランプリ」を受賞。
2009年4月、地元青森の大学を卒業し、上京。翌2010年11月、日本スイムスーツ協会が選ぶ「第7代JSAキャンペーンガール」に選出。
2012年5月、オスカープロモーション所属のモデルによるガールズユニット『モデルガールズ』のメンバーに入る。
齋藤めぐみと一緒に、SHOWROOMにて2014年から「れなめぐどうでSHOW」、2016年2月から「れなめぐの部屋」を開始。
公式ツイッターにて、挙式の写真とともに結婚の報告、誕生日のお知らせとともに妊娠と出産後も引き続き仕事を続ける旨の報告。

## 人物
趣味は、漫画を読むこと、映画鑑賞、ピアノ、セルフネイル、特技は新体操、ダンス、ボウリング、水泳、洋服の早着替え、ラテ・アート。介護福祉士の資格を持っている。
「モデルガールズ」活動時、チャームポイントは「背中のライン」、キャッチコピーは「女豹の背中」と紹介されている。

## 出演

### ドラマ
- ドラマ24「殺しの女王蜂」（2013年、テレビ東京） - メガネ 役[11]
- テレ朝動画「民王 番外編 秘書貝原と6人の怪しい客」（2016年5月、テレビ朝日） - 第5話
- Amazonプライム・ビデオ オリジナルドラマ「フェイス -サイバー犯罪特捜班-」（2017年、Amazon） - 第5話 銀行職員 役

### 舞台
- シアターノルン提携公演 HYBRID PROJECTアトリエ公演「flow flow」（2015年、東京・大田・小劇場 シアターノルン）[12]
- グループ虎「レ・ミゼラブル〜惨めなる人々〜」（2016年、東京・両国・シアターX）[13]

### イベント
- 東京ランウェイ2014 SPRING/SUMMER（2014年3月21日、東京）[14]
- 富山ガールズアップフェスタ2014（2014年12月14日、富山）[15]

### CM
- パナソニック「TOKYOリノベーションミュージアム」（2019年）[16]

### ラジオ
- 代走みつくにのなんのこっちゃねミュージック!（2013年12月11日、ラジオ大阪）[17]

## 連載

### WEB
- コラム「きらり コラム」（2014年10月 -、ニュースサイトOVO）[注 1]